# John Wycliffe
John Wycliffe (1320 – 1384. december 31.) angol teológus, reformátor, a reformáció előtti vallásújítók (előreformátorok) egyik legnagyobb alakja, „a reformáció hajnalcsillaga”.

## Szolgálata kezdetei
Oxfordban tanult 1361-ben, az oxfordi Balliol Kollégiumban magiszter, majd ugyanabban az évben a Lincoln grófságban levő Fylinghamben rektor lett. 1363-ban kezdett az oxfordi egyetemen teológiai felolvasásokat tartani, itt nyilvánította ki legelőször a katolikus egyház elleni nézeteit. 1368-tól Ludgershallban, majd 1374-től haláláig Lutterworthban szolgált papként.

## A vallásújító
III. Edward angol királynak és parlamentjének a pápaság ellen folytatott harcában, az időközben királyi káplánná emelkedett Wycliffe teljes határozottsággal és nyíltan fellépett a pápai igények ellen. Növekvő tekintélyét mutatja az a tény, hogy 1374-ben kinevezték egy parlamenti küldöttség tagjává, melyet azért küldtek Bruges-be, hogy a pápai legátussal tárgyaljon az angoloknak a túlzott pápai követelések miatt támadt panaszos dolgai ügyében. Innen visszatérve lett lutterworthi rektorrá. Itt nagy buzgalommal dolgozott és prédikált nemcsak vasárnapokon, hanem az egyház különböző ünnepnapjain is. Már Bruges-ben elkezdte a pápát antikrisztusnak, „Róma büszke világi papjának” nevezni. Ezért 1378-ban egyházi törvényszék elé idézték és amikor London polgárai a bíróságra rontottak, XI. Gergely pápa vetette a maga tekintélyét latba. Bullákat küldött a canterbury érsekhez, a püspökökhöz, a királyhoz és az oxfordi egyetemhez, vizsgálatot rendelt el Wycliffe téves nézeteinek felfedésére. A körülmények azonban kedveztek a reformátornak, megmenekült azzal az intéssel, hogy tartózkodjon téves elveinek hirdetésétől.
A történtek fellelkesítették Wycliffet reformtevékenységének folytatására. Hozzá kezdett bibliafordítási nagy munkájához, majd a kész fordítást faluról falura vándorló szegény prédikátorok (lollardok) segítségével terjesztette a köznép között. Nem a görög-héber eredetiből fordított, hanem a latin Vulgatából, olyan szolgai szöveghűségre törekedve, hogy az eredmény szinte olvashatatlan. Megtámadta a transzszubsztanciációra vonatkozó katolikus tant is és mivel a középosztály örömmel üdvözölte a reformeszméket, úgy látszott, hogy nyílt szakadásra kerül sor a pápasággal. Erre azonban még nem érett meg az idő.
Fő érdemének az egyéni bibliaolvasás iránti igény felkeltése tekinthető, mely sokakat, mai tudásunk szerint nőket is az olvasás elsajátítására sarkallt.

## Tanításai
Az államegyházi hatalom romlottságát Wycliffe, korának népi mozgalmaival (mint a paulánusok, bogumilok, katarok, albigensek és valdensek) ellentétben a hatalom oldaláról, teológiai és filozófiai felkészültséggel, egyházpolitikai gyakorlattal, a „realitás” alapján közelítette meg. A papság gazdagságának támadásával kezdte, majd vitatta az egyház hatalmát és végül megkérdőjelezte az egész szentségi rendszerét is, de elkerülte a népi mozgalmak manicheista eredetű nézeteit, melyek a katolikusok szerint a társadalom alapvető erkölcsi törvényeit veszélyeztették.
Wycliffe Istenről alkotott elképzelései az elméleti realizmus jegyeit viselik. Elutasítja azt a gondolatot, hogy Isten csupán egy általános elgondolás lenne, ugyanakkor azt a gondolatot is, hogy egy személyes Isten egy egyén lenne, mivel mindkét elképzelés alapja a nominalizmus (a metafizika egyik ága, mely az általánosságnak – mint például „a pirosság mint olyan” – az elmén kívüli létezését tagadja). Szerinte Isten mindenhatósága a saját belső törvényei által elrendelt, erkölcsileg szabályozott hatékony erő. Wycliffe realizmusa különös tisztasággal világosodik meg a Fiúistenről mint Logoszról (értelmes eszme, mely a világegyetemet alakítja és vezérli, ami a János evangéliuma (1:1-14) szerint Jézus Krisztusban testesült meg) – szóló tanításában. Eszerint a Fiúisten a lényegi Ige (a teremtő Szó), az összes gondolatnak, azaz az összes értelmezhető valóságnak az összessége. A következőképpen fogalmazta ezt meg: „Minden megismerhető teremtmény az Isten szava, …ezért minden létező dolog („levés”) ténylegesen maga az Isten.”
Nézetei alapján a későbbi protestáns reformerek előfutárának lehet tekinteni, ugyanis többek közt azt tanította, hogy a hit mércéje a Biblia, hogy a prédikációs hitoktatás nagyon fontos és a szentségekről szóló tanításai is hasonlóak voltak a reformátorokéhoz. Ilyen volt például az impanáció tana, mely szerint Krisztus teste és vére a felszentelés után a kenyérben és a borban ténylegesen jelen van. Valamint ő is a laikus hívőkre és a világi államvezetésre támaszkodott, sőt a királyi méltóságról alkotott elképzelése („a hatalom a kegyelmen alapul”) még VIII. Henriket is kielégítette volna. A későbbi reformációban olyan fontos hit általi megigazulás eszméjéig azonban Wycliffe már nem jutott el.
Az 1300-as évek végén John Wycliff volt az első, aki a Szentírást angol nyelvre fordította. Mindaddig Angliában is a latin nyelvű Bibliát használták. Fordítási munkája által John Wycliffe lehetővé tette, hogy a szegény, műveletlen néptömegek is megvilágosodhassanak a Szentírás által(https://web.archive.org/web/20110914084745/http://wycliffe.hu/GYFK.html).
"Wiclif szilárdan hitt abban, hogy a Szentírás Isten akaratának ihletett kinyilatkoztatása, a hit és gyakorlat hiteles szabálya. Úgy nevelték, hogy a római egyházat mennyei, csalatkozhatatlan tekintélynek tartsa, és feltétlenül tisztelje ezer éven át elfogadott tanításait és szokásait. De ő mindezektől elfordult, és Isten szent szavára figyelt. Ez volt az a tekintély, amelyet az emberekkel el akart ismertetni. Kijelentette, hogy nem a pápa által megszólaló egyház, hanem az Ige által megszólaló Isten az egyedüli igaz tekintély. Nemcsak azt tanította, hogy a Biblia Isten akaratának tökéletes kinyilatkoztatása, hanem azt is, hogy a Szentlélek a Biblia egyedüli magyarázója, és minden ember a Szentírás kutatása nyomán tudhatja meg, mi a feladata. Így az emberek figyelmét a pápáról és a római egyházról Isten Igéjére irányította"
... Az első összpontosított támadás a pápa egyházával szemben Whyclifftől indult ki, aki tudományos rendszerességgel és pontossággal, indulattal és támadó lendülettel, sőt, szinte költői ábrázoló erővel képviselte már mindazokat a gondolatokat, melyek később a reformáció alapját alkották, sőt egyes pontokban messze túljutott a reformáción. Abból az egyszerű és világos alapelvből indult ki, hogy az egyház már nem egyház, a pápa már nem pápa. Ennek a feladata ugyanis nem az, hogy Krisztus úrhatnám helytartója, hanem hogy alázatos szolgája legyen. A lelkek kormányzását csak hűbérbe adta át neki Isten, ha azonban rossz vazallusnak mutatkozik, aki nem tartja meg az úr törvényét, hanem a törvény halálos ellenségeivel, a világi vággyal és a világi birtokkal köt szövetséget, el kell venni tőle hűbérét. Egyáltalában, a pápaságot nem lehet Isten törvényeiből levezetni: az egyháznak nincs látható feje. Wycliffe tehát nem akar sem többet, sem kevesebbet, mint pápátlan egyházat. De még két további szempontot is bevezet: a laikus számára is igényelte a Biblia olvasásának jogát, s ezt e célból angolra fordította, azonkívül küzdött az egyházi gyakorlat majd egész külső felszerelése, búcsújárás és ereklyetisztelet, gyónás és utolsó kenet és cölibátus és hierarchikus tagozódás ellen, sőt vitatta az átlényegülés dogmáját. A huszitizmus egy ponton sem tágította wycliff rendszerét, de sok ponton szűkítette, nem egyéb mint a wyclifizus gyöngébb és üresebb másolatánál, s nincs benne egyetlen eredeti vonás sem. De Husz alakját félelmessé tette komolysága, erős jelleme és hajthatatlan igazságra törekvése, amelybe, persze sok zűrzavar, nyakasság és szűkelméjűség is belekeveredett: majd minden szláv gondolkodó jellegzetessége. ...

## Hatása az utókorra
Sokan, akik különben rokonszenveztek vele, féltek a transzszubstanciációra vonatkozó elvei következményeitől. Csak ebben az egy kérdésben kétszer idézték egyházi bíróság elé 1382-ben. A bíróság előtt határozott kiállással védelmezte magát, de műveiből 24 pontot mégis kiszedettek, elítéltek és megégettetni rendeltek. Ekkor el kellett hagynia Oxfordot, de lutterworthi lelkészi állását megtarthatta. Nagy hatással volt korára, mely hatás nem törlődött el egészen a reformáció idejéig sem. Halála után tanítványai, a lollardok, bár meglehetősen hiányosan, továbbvitték tanait. A lollardok megtalálhatók voltak nemcsak a szegények között, hanem a templomokban, a várakban, sőt a királyi trónon is. A bekövetkező történelmi események azonban a következő században csaknem teljesen kiirtották híveit és tanait. Bár Wycliffe tanítása jelentős hatást gyakorolt Husz Jánosra és a 15. századi huszitizmusra, a 16. század nagy reformációs mozgalmaiban már alig találjuk némi nyomát.

## Magyarul megjelent művei
- (szerk.) Trencsényi-Waldapfel Imre: Világirodalmi antológia II., Tankönyvkiadó Vállalat, Budapest, 1955, 293–295. o.